# Mackenzie (Canada)
De Mackenzie is een Canadese rivier die ontspringt in het Great Slave Lake en uitmondt in de Noordelijke IJszee. De rivier stroomt in zijn geheel door de Canadese Northwest Territories. Het is de langste rivier van Canada met een lengte van 1738 kilometer. Geologisch vormt de rivier één geheel met de rivieren Peace en Finlay, en zodoende is de gehele rivier met een lengte van 4241 kilometer de op een na langste van Noord-Amerika, na de Mississippi. Het stroomgebied van de hoofdrivier + zijrivieren bedraagt 1.805.200 km². Het debiet is over het algemeen 9700 m³ per seconde.

## Ontdekkingsgeschiedenis
De Mackenzie dankt zijn naam aan ontdekkingsreiziger Alexander Mackenzie die de rivier ontdekte toen hij vanuit het zuiden van Canada de Grote Oceaan wilde bereiken. Op 14 juli 1789 bereikte hij echter de monding van de rivier waar deze in de Beaufortzee uitmondt. James Franklin was de tweede Europeaan die de monding bereikte op 16 augustus 1825. In 1849 bereikte William Pullen de monding, komende vanuit zee, de Beringzee. Vroeger leefden er in de buurt van de rivier indianen, de Dene, zij noemden de rivier Deh Cho.

## Economie
In het stroomgebied van de rivier wonen ongeveer 400.000 mensen. Veruit de meeste van deze wonen in de stroomgebieden van de Peace en Athabasca rivieren in het zuiden in Alberta. Boven de poolcirkel, een gebied met permafrost, wonen nauwelijks mensen. In het zuiden wordt veel water van de Peace rivier gebruikt bij het winnen van olie uit teerzand.
De Mackenzie rivier is ongeveer 5 maanden per jaar bevaarbaar; in de periode oktober - mei is de rivier dichtgevroren. In de wintermaanden worden gedeelten van de rivier gebruikt als weg, vooral voor vrachtverkeer.

## Stroomgebied
De waterscheiding tussen de westelijker gelegen Yukon en de Mackenzie vormt voor een gedeelte de grens van de territoria Yukon en Northwest Territories
Tot het stroomgebied van de Mackenzie behoren onderstaande drie meren:
- Great Bear Lake
- Great Slave Lake
- Athabascameer

en de volgende rivieren:
- Arctic Red
- Athabasca
- Finlay
- Fond du Lac
- Fort Nelson
- Hay
- Liard
- Parsnip
- Peace
- Peel
- Pembinar
- Petitot
- Slave
- Smoky
- South Nahanni